# Chiesa di Santa Caterina (Marciana)
La chiesa di Santa Caterina è un edificio sacro che si trova a Marciana.

## Storia e descrizione
Fu edificata nel XVI secolo sul luogo dove si trovava una cappella più antica che venne inglobata nella nuova costruzione. L'inclinazione del terreno fa variare l'altezza dei fronti esterni, di cui quello principale si eleva sulla piazzetta, mentre l'angolo sud-est, sormontato dal campanile a torre quadrata, domina la valle.
Tra le più grandi chiese dell'isola d'Elba, a tre navate, si sviluppa in altezza con una copertura in parte a vela e in parte a crociera. Alle pareti laterali si contano otto altari settecenteschi, in parte in muratura e in parte in marmo, su cui si conservano le relative pale. La vasca battesimale in granodiorite risale al 1435, ed è sormontata da una piccola statua settecentesca in legno dorato del Battista.